# (13421) Holvorcem
(13421) Holvorcem est un astéroïde de la ceinture principale.

## Description
(13421) Holvorcem est un astéroïde de la ceinture principale. Il fut découvert le 11 novembre 1999 à Fountain Hills (Arizona) par Charles W. Juels. Il présente une orbite caractérisée par un demi-grand axe de 2,65 UA, une excentricité de 0,10 et une inclinaison de 3,3° par rapport à l'écliptique.

## Compléments